# بن کاتو
بن کاتو (انگلیسی: Bin Kato؛ ۲۰ ژوئن ۱۹۰۷ – ژوئیه 27, 1982 (aged 75)) فیلم‌نامه‌نویس، کارگردان فیلم، و منتقد اهل ژاپن بود. وی بین سال‌های ۱۹۳۴ تا ۱۹۶۷ میلادی فعالیت می‌کرد.